# Maximilien Constantin de Wurmser
Maximilien Constantin de Wurmser, né le 31 mars 1743 à Mulhouse (Haut-Rhin), mort en octobre 1823, est un général de brigade de la Révolution française.

## États de service
Il est nommé capitaine en 1766, au régiment d’Alsace, aide-major en 1768, et chef de bataillon en 1780.
Il est fait chevalier de Saint-Louis en 1780, et il obtient son brevet de lieutenant-colonel le 20 janvier 1783, au régiment d’Anhalt infanterie, puis il est nommé colonel au régiment Royal-Deux-Ponts en 1786.
Il est promu général de brigade le 30 juin 1791, et il est inscrit sur la liste des émigrés le 15 janvier 1793.
Il est fait commandeur de Saint-Louis en 1817.
Il a aussi été fait commandeur de l’Ordre de la Fidélité (Bade), et chevalier de l’Ordre de l'Aigle d'or.
Il meurt en octobre 1823.

## Sources
- (en) « Generals Who Served in the French Army during the Period 1789 - 1814: Eberle to Exelmans »
- Alexandre Mazas, Histoire de l'ordre royal et Militaire de Saint-Louis depuis son institution en 1693 jusqu'en 1830, Tome 3, Firmin Didot frères, fils et Cie, Paris, 1860, p. 281